# ティト・ジャクソン
ティト・ジャクソン（Tito Jackson、1953年10月15日 - 2024年9月15日）は、アメリカ合衆国のギタリストであり歌手。ジャクソン一家の次男で、弟の一人はマイケル・ジャクソン。

## 人物

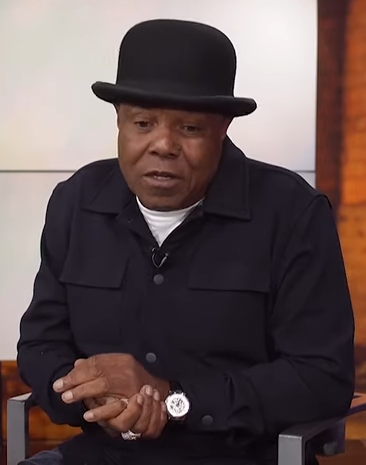
晩年期のティト（2019年）

太っているが温和な性格で、レコーディング中「いつも食べているんだよ」と公言しインタビュアーを笑わせたこともある。
ジャクソン5誕生のキッカケとして子供達が楽器を弾いたという逸話があるが、その父親が大切にしていたギターを（勝手に）弾いたのがティトである。ジャクソン・ファイブの歴史はティトから始まったと言ってもいいだろう。
ソロ活動はほとんど行っておらず、カバー・アルバムをソロ的なバンドで1枚出したのみで、純粋にギタリストとして活動しようとする意図しかないのではないかと言われる。そのため、孤独な性格で知られるマイケルとも仲がいい。
1985年にはUSAフォー・アフリカに参加し「ウィ・アー・ザ・ワールド」のコーラスを担当した。
結婚したのは一番早く1972年6月17日。1988年離婚。子供はタジ、タリル、TJ。息子達のイニシャルは全員「T」で、マイケルのプロデュースにより息子達は3TとしてCDを発表している。
映画『ラッシュアワー』では、刑事役のクリス・タッカーが相棒刑事のジャッキー・チェンに対して「俺がマイケルで、お前はティトだ」という台詞があったが、なぜか日本版の字幕では「俺がマイケルで、お前はバブルスだ」となってしまっている。
尊敬するアーティストとして、B.B.キングを挙げている。
2020年3月、ティトの妹であるラトーヤ・ジャクソンがSNS上で、日本でティトとMizukiの間にティトにとって初めての娘が産まれた旨を投稿した。
2024年9月15日に死去。70歳没。
2024年9月30日、ティトの死後、ラジオ番組『アフター6ジャンクション2』（TBSラジオ）の中のコーナー「洋楽スーパースター列伝〜ティト・ジャクソン 追悼ジャクソン5/ジャクソンズ編〜」という特集が組まれた。この中では、ノーナ・リーヴスの西寺郷太が語り手となり、ティトが親日家であること、回転寿司ではイカとサーモンを食べるエピソードなどが披露された。番組後半でティトに日本人の妻がいることも明かされた。

## 日本での活動状況
2010年から、毎年1回、ブルーノート東京にて来日ライブを続けている。
2011年7月、東日本大震災の後も、夏にいつもどおり、ソロ・ライブのためブルースバンドを引き連れて来日した。同年12月、ザ・ジャクソンズと母であるキャサリン・ジャクソンと共に記者会見をし、東日本大震災についての大規模なチャリティ・ライブを行った。
2014年12月の来日ライブでは新曲4曲を披露した。2015年には「念願の人生初ソロ・アルバムをするつもりだ」と発言した。
日本のアーティストであるノーナ・リーヴスの西寺郷太によるソロ・アルバム『テンプル・ストリート』の3曲に参加し、ギターやボーカルとして録音に、そして自宅スタジオでの撮影に参加した。
2015年1月、スカパーとケーブルテレビで観られる音楽専門チャンネル「ミュージック・エア」内の番組『MA HEADLINES』にて、インタビューが放送された。

## ライブ

### 日本でのソロ・ライブ
- 2006年12月 東京・丸の内のコットンクラブで、ティトの来日公演が行われた。1974年、ジャクソン5での来日から32年ぶり。
- 2010年7月15日-19日 東京・表参道ブルーノート、名古屋のブルーノート。ブルースのスタンダード・ナンバーを中心にジャクソン5時代の歌も披露した。
- 2011年7月17日-19日 東京・表参道ブルーノート。アフロヘアーのカツラをかぶり、ジャクソン5メドレーを披露。
- 2012年8月1日-4日 東京・表参道ブルーノート。ザ・ジャクソンズとしてユニティ・ツアーを終えたその足で、シアトルから駆けつける。
- 2013年9月25日-28日 東京・表参道ブルーノート。弟マイケルと妹ジャネットのメロディに挑戦した。1曲目の「ブラック・オア・ホワイト」では歌とギター、中盤の「ゼイ・ドント・ケア・アバウト・アス」「ビリー・ジーン」「リメンバー・ザ・タイム」もティトがリードボーカルを取った。血縁であるニコール・ジャクソンがジャネットの「オール・フォー・ユー」と「恋するティーンエイジャー」を歌った。ティトは数年前にもブルーノートで「ヒューマン・ネイチャー」を披露したことはあったが、「ゼイ・ドント・ケア・アバウト・アス」「リメンバー・ザ・タイム」を歌ったのは初めてである。
- 2014年12月17日-19日 東京・青山ブルーノート。2015年発売予定のニュー・アルバムから、新曲を4曲以上披露した。

### ザ・ジャクソンズとしての来日ライブ
- 2011年12月13日-14日 代々木国立競技場
- 2012年12月6日-7日 東京・国際フォーラムA、12月9日 グランキューブ大阪 大阪国際会議場メインホール

## ディスコグラフィ

### ソロ・アルバム
- 『ティト・タイム』 - Tito Time (2016年、Epic)
- Under Your Spell (2021年、Gulf Coast / Hillside Global)

### シングル
- "We Made It" (2011年、Point 7)
- "Get It Baby" (2016年、Play It Right) ※Featuring Big Daddy Kane
- "When The Magic Happens" (2017年、Play It Right) ※Featuring Jocelyn Brown
- "One Way Street" (2017年、Play It Right)
- "One Way Street (The Gregg Pagani Mix)" (2019年、Play It Right)
- "Love One Another" (2021年、Gulf Coast)

### 参加アルバム
- 西寺郷太 : 『テンプル・ストリート』 - Temple St. (2014年) ※ギター、バック・ボーカル、作詞などで参加（「Empty Heart」「School Girl」「Silk Road Woman」の3曲）。「Empty Heart」のビデオは、西寺郷太がアメリカにあるティト・ジャクソン自宅スタジオを訪れたときの映像。ティトのスタジオや愛車が、何気なく写されている。
- Edu Casanova : Beat Brasileiro (2016年) ※「A Bola da Vez (feat. Tito Jackson)」に参加。ビデオも作成